# Czachowo (województwo zachodniopomorskie)
Czachowo (niem. Zachow) – wieś sołecka w Polsce położona w województwie zachodniopomorskim, w powiecie łobeskim, w gminie Radowo Małe.
Sąsiadujące miejscowości to Radowo Małe, Borkowo Wielkie, Rekowo, Meszne i Strzmiele. W latach 1818–1945 miejscowość administracyjnie należała do Landkreis Regenwalde (powiatu reskiego) z siedzibą do roku 1860 w Resku, a następnie w Łobzie.
W latach 1975–1998 miejscowość administracyjnie należała do województwa szczecińskiego. W latach 1999–2002 wieś należała do powiatu gryfickiego. Aktualnie sołtysem jest Marieta Pancerz.

## Zabytki
- park pałacowy[4],
- ruina kościoła[5].

## Osoby urodzone lub związane z Czachowem
- Enno von Conring (ur. 17 maja 1829 w Czachowie, zm. 28 maja 1886 w Wiesbaden)[6] — był pruskim generałem-majorem,
- Otto von Dewitz (ur. 16 października 1850 w Zachow, powiat Regenwalde, zm. 12 kwietnia 1926 w Berlinie)[7] — był niemieckim posłem, oficerem, prawnikiem administracyjnym i starostą (Landrat),
- Gustav von Eisenhart-Rothe (ur. 23 sierpnia 1855 w Zachowie powiat Regenwalde, zm. 11 kwietnia 1936 Putbus na wyspie Rugia) — był pruskim urzędnikiem królewskim, a następnie starostą (Landrat).